# Луїза Амалія Брауншвейг-Вольфенбюттельська
Луїза Амалія Брауншвейг-Вольфенбюттельська (нім. Luise Amalie von Braunschweig-Wolfenbüttel, 29 січня 1722 — 13 січня 1780) — герцогиня Брауншвейг-Вольфенбюттельська з роду Вельфів, дружина прусського принца Августа Вільгельма, матір короля Пруссії Фрідріха Вільгельма II.

## Біографія
Народилася 29 січня 1722 року у Вольфенбюттелі сьомою дитиною та другою донькою в родині герцога Брауншвейг-Вольфенбюттель-Бевернського Фердинанда Альбрехта II та його дружини Антуанетти Амалії Брауншвейг-Вольфенбюттельської. Мала старших братівː Карла, Антона Ульріха, Людвіга Ернста та Фердинанда й сестру Єлизавету Крістіну. Ще один брат помер немовлям до її народження. Згодом сім'я поповнилася сімома молодшими дітьми.
Двір Фердинанда Альбрехта був скромним, однак подружнє життя — дуже щасливим. Дитинство Луїзи Амалії пройшло у палаці Зальцдалюм, пишній садибі із палацом та садом в стилі бароко.
Батько помер, коли дівчинці виповнилося 13 років. Країну очолив її старший брат Карл.
У 19 років Луїза Амалія взяла шлюб із принцом Августом Вільгельмом Прусським, своїм однолітком. Наречений був молодшим братом правлячого короля Пруссії Фрідріха II. Вінчання відбулося 6 січня 1742 року в Берліні. Це був вже третій союз Брауншвейг-Вольфенбюттеля із домом Гогенцоллернів. На весілля Фрідріх II презентував молодятам палац в Оранієнбурзі.
У шлюбі народила четверо дітей. Оскільки Фрідріх II не мав власних дітей, у 1744 році Август Вільгельм та Луїза Амалія отримали титули «принц та принцеса Прусські», а їхній первісток від народження був оголошений кронпринцем. У 1747 році він ще малюком почав отримувати освіту при дворі у Берліні.
Шлюб не був щасливим, попри м'який норов Августа Вільгельма. Ще у 1746 році принц просив у царюючого брата дозвіл на розлучення, аби укласти морганатичний союз із 17-річною фрейліною, однак так і не отримав його, 12 червня 1758 року померши від пухлини мозку. Луїза Амалія в цей час перебувала на п'ятому місяці вагітності. У жовтні народила сина, який прожив лише кілька місяців.
Луїза Амалія зі своїм почтом продовжила жити у палаці Оранієнбургу. В якості удовиної долі вона також отримала палац Кронпринців на Унтер-ден-Лінден у Берліні. Після розлучення сина із першою дружиною, від 1769 року опікувалася їхньою донькою Фредерікою, розділяючи ці обов'язки зі своєю сестрою Єлизаветою Крістіною.
Пішла з життя 13 січня 1780 року в Берліні. Похована у крипті Гогенцоллернів у Берлінському соборі поруч із чоловіком та молошим сином.

## Титули
- 29 січня 1722—6 січня 1742 — Її Світлість Герцогиня Луїза Брауншвейг-Вольфенбюттельська;
- 6 січня 1742—13 січня 1780 — Її Королівська Високість Принцеса Август Вільгельм Прусський.

## Родина

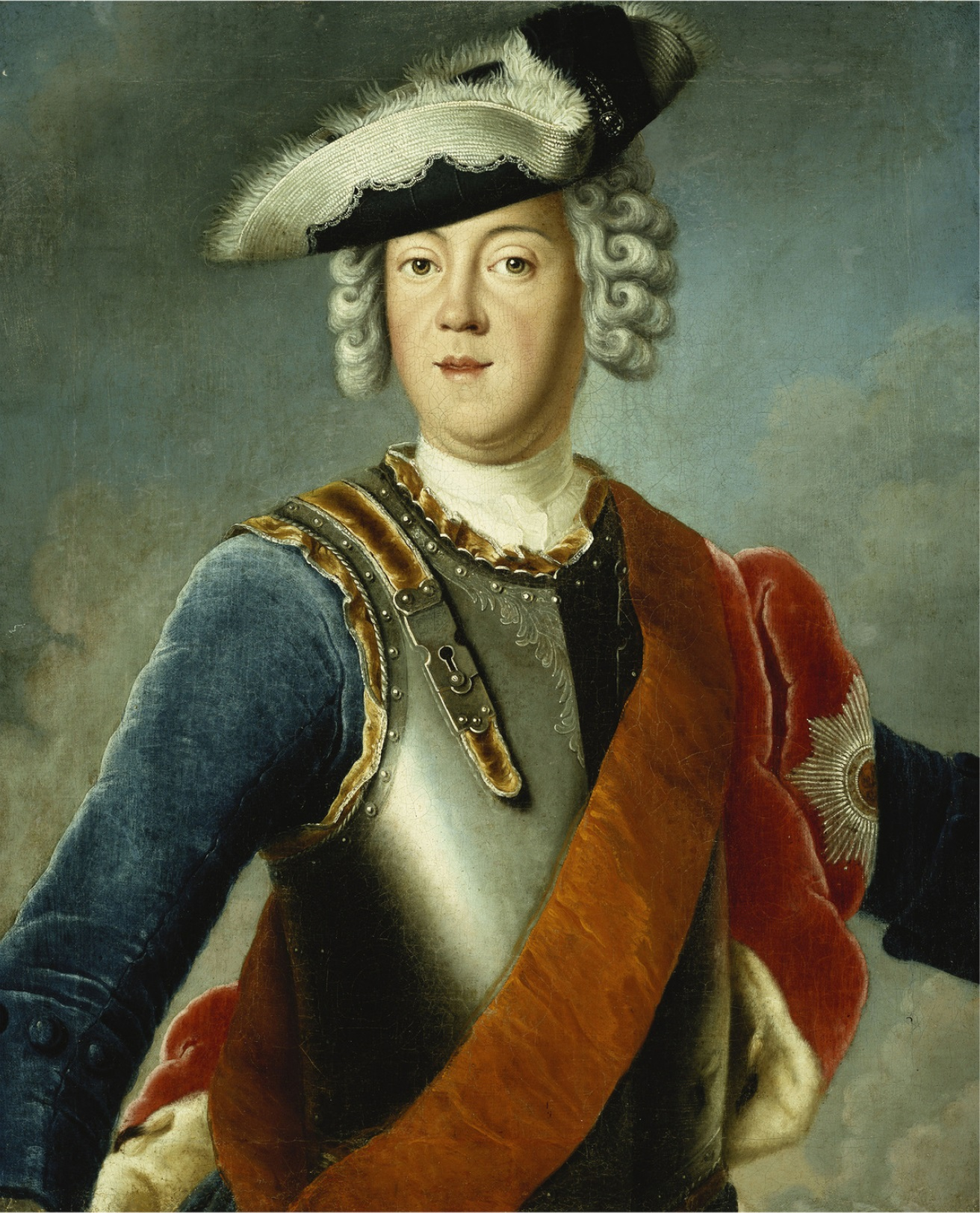
Август Вільгельм Прусський на портреті пензля Антуана Пена

Чоловік — Август Вільгельм Прусський (1722—1758) 
Діти:
- Фрідріх Вільгельм (1744—1797) — король Пруссії у 1786—1797 роках, маркграф Бранденбургу, курфюрст Священної Римської імперії, був чотири рази одруженим, мав восьмеро дітей;
- Генріх (1747—1767) — генерал-майор, помер від віспи, одруженим не був, дітей не мав;
- Вільгельміна (1751—1820) — дружина штатгальтера Нідерландів Вільгельма V, мала трьох дітей;
- Георг Карл Еміль (1758—1759) — прожив 4 місяці.